# The Governor's Daughter
The Governor's Daughter er en amerikansk stumfilm fra 1910.